# Campionati europei Under-23 di scherma
Il Campionato europeo Under-23 di scherma è una competizione sportiva annuale organizzata dalla Confederazione europea di scherma, che si svolge ogni volta in un paese diverso. Nell'ambito di essi vengono assegnati i titoli europei, categoria Under-23, delle diverse specialità della scherma maschile e femminile. La competizione si è disputata per la prima volta nel 2008.

## Albo d'oro

### Individuale
| Anno | Fioretto              | Fioretto             | Spada                 | Spada                         | Sciabola             | Sciabola            |
| Anno | Uomini                | Donne                | Uomini                | Donne                         | Uomini               | Donne               |
| ---- | --------------------- | -------------------- | --------------------- | ----------------------------- | -------------------- | ------------------- |
| 2008 | Dmitrij Žerebčenko    | Inna Deriglazova     | Fredrik Backer        | Simona Alexandru              | Dmytro Bojko         | Irene Vecchi        |
| 2009 | Dmitrij Žerebčenko    | Martina Batini       | Márk Hanczvikkel      | Ol'ga Kočneva                 | Áron Szilágyi        | Réka Pető           |
| 2010 | Giorgio Avola         | Diana Jakovleva      | Pavel Suchov          | Rossella Fiamingo             | Julien Médard        | Dina Galiakbarova   |
| 2011 | Tommaso Lari          | Diana Jakovleva      | Mateusz Nycz          | Violetta Kolobova             | Kamil' Ibragimov     | Dina Galiakbarova   |
| 2012 | Tommaso Lari          | Hanna Łyczbińska     | Anatolij Herej        | Ewa Nelip                     | András Szatmári      | Olena Voronina      |
| 2013 | Timur Safin           | Marta Łyczbińska     | Fabrizio Citro        | Marta Ferrari                 | Gabriele Foschini    | Katarzyna Kędziora  |
| 2014 | Timur Safin           | Martyna Jelińska     | Dmitrij Gusev         | Brenda Briasco                | Sandro Bazadze       | Aleksandra Šatalova |
| 2015 | Francesco Ingargiola  | Svetlana Tripapina   | Marco Fichera         | Camilla Batini                | Luca Curatoli        | Martyna Watora      |
| 2016 | Tobias Reichetzer     | Svetlana Tripapina   | Yulen Pereira         | Aleksandra Zamachowska        | Sandro Bazadze       | Chiara Mormile      |
| 2017 | Alexander Choupenitch | Jeromine Mpah-Njanga | Jakub Jurka           | Martyna Swatowska-Wenglarczyk | Francesco D'Armiento | Anna Bašta          |
| 2018 | Kirill Borodačëv      | Martina Sinigalia    | Nelson Lopez-Pourtier | Aleksandra Zamachowska        | Dario Cavaliere      | Valerija Bol'šakova |
| 2019 | Kirill Borodačëv      | Solène Butruille     | Paul Allègre          | Roberta Marzani               | Anatolij Kostenko    | Anna Bašta          |
| 2022 | Rafaël Savin          | Éva Lacheray         | Lilian Nguefack       | Dar Hecht                     | Maxime Pianfetti     | Larissa Eifler      |
| 2023 | Giulio Lombardi       | Ol'ha Sopit          | Sven Vineis           | Emili Conrad                  | Radu Nițu            | Joana Ilieva        |
| 2024 | Gergő Szemes          | Darija Myronjuk      | Filippo Armaleo       | Gaia Caforio                  | Szymon Hryciuk       | Jolien Corteyn      |
| 2025 | Giulio Lombardi       | Giulia Amore         | Ian Hauri             | Anna Maksymenko               | Rémi Garrigue        | Mathilde Mouroux    |

### A squadre
| Anno | Fioretto    | Fioretto    | Spada        | Spada      | Sciabola    | Sciabola     |
| Anno | Uomini      | Donne       | Uomini       | Donne      | Uomini      | Donne        |
| ---- | ----------- | ----------- | ------------ | ---------- | ----------- | ------------ |
| 2011 | Italia      | Russia      | Russia       | Russia     | Russia      | Russia       |
| 2012 | Italia (2)  | Polonia     | Ungheria     | Polonia    | Ungheria    | Russia (2)   |
| 2013 | Russia      | Italia      | Italia       | Russia (2) | Germania    | Ungheria     |
| 2014 | Russia (2)  | Russia (2)  | Italia (2)   | Italia     | Italia      | Russia (3)   |
| 2015 | Italia (3)  | Russia (3)  | Italia (3)   | Italia (2) | Russia (2)  | Russia (4)   |
| 2016 | Italia (4)  | Russia (4)  | Russia (2)   | Russia (3) | Russia (3)  | Italia       |
| 2017 | Italia (5)  | Russia (5)  | Spagna       | Italia (3) | Georgia     | Turchia      |
| 2018 | Italia (6)  | Russia (6)  | Svizzera     | Italia (4) | Italia (2)  | Russia (5)   |
| 2019 | Italia (7)  | Russia (7)  | Francia      | Italia (5) | Romania     | Russia (6)   |
| 2022 | Francia     | Francia     | Francia (2)  | Romania    | Polonia     | Ungheria (2) |
| 2023 | Francia (2) | Francia (2) | Francia (3)  | Francia    | Francia     | Italia (2)   |
| 2024 | Italia (8)  | Italia (2)  | Ungheria (2) | Ucraina    | Italia (3)  | Bulgaria     |
| 2025 | Italia (9)  | Italia (3)  | Israele      | Italia (6) | Francia (2) | Francia      |

## Edizioni
| Edizione | Anno | Città      | Nazione     |
| -------- | ---- | ---------- | ----------- |
| I        | 2008 | Monza      | Italia      |
| II       | 2009 | Debrecen   | Ungheria    |
| III      | 2010 | Danzica    | Polonia     |
| IV       | 2011 | Kazan'     | Russia      |
| V        | 2012 | Bratislava | Slovacchia  |
| VI       | 2013 | Toruń      | Polonia     |
| VII      | 2014 | Tbilisi    | Georgia     |
| VIII     | 2015 | Vicenza    | Italia      |
| IX       | 2016 | Plovdiv    | Bulgaria    |
| X        | 2017 | Minsk      | Bielorussia |
| XI       | 2018 | Erevan     | Armenia     |
| XII      | 2019 | Plovdiv    | Bulgaria    |
| XIII     | 2022 | Tallinn    | Estonia     |
| XIV      | 2023 | Budapest   | Ungheria    |
| XV       | 2024 | Adalia     | Turchia     |
| XVI      | 2025 | Tallinn    | Estonia     |